# Gobernación de Livonia
La gobernación de Livonia fue una de las provincias del Imperio ruso en la costa del mar Báltico.
Su origen se remonta a la incorporación de la Livonia Sueca por parte del Imperio ruso como resultado de la paz de Nystad del 30 de agosto de 1721. Su capital fue Riga. Incluía territorios pertenecientes hoy en día a Estonia y Letonia.

## Historia
Después de la capitulación de Estonia y Livonia en 1710, el 28 de julio de 1713 creó Pedro el Grande la Gobernación de Riga, que también incluía los uyezd de Smolensk, Dorogobuzh, Róslavl y Vyazma de la Gobernación de Smolensk.[cita requerida] La provincia de Smolensk fue creada a partir del territorio en la gobernación de Smolensk en ese momento. Se incorporó a la gobernación de Smolensk cuando se reformó en 1726.[cita requerida]
Suecia cedió formalmente la Livonia sueca a Rusia en 1721 con el Tratado de Nystad. En 1722, el condado de Tartu fue agregado a la gobernación de Riga. En 1726, la gobernación de Smolensk se separó de la gobernación, que ahora tenía cinco provincias: Rīga, Cēsis, Tartu, Pärnu y Saaremaa. En 1783, se añadió el condado de Sloka. El 3 de julio de 1783, Catalina la Grande reorganizó la gobernación en la tenencia de Riga. Solo en 1796, después de la Tercera Partición de Polonia, este territorio pasó a llamarse Gobernación de Livonia.[cita requerida]
Hasta finales del siglo XIX, la gobernación no estaba gobernada por las leyes rusas, sino que era administrada de manera autónoma por la nobleza local alemana del Báltico a través del Landtag feudal (Liefländischer Landtag). Los nobles alemanes insistieron en preservar sus privilegios y el uso del idioma alemán. En 1816, el zar Alejandro liberó a los siervos de Livonia, a modo de precedente de sus planes para el resto de Rusia.
Después de la Revolución rusa de febrero en 1917, la parte septentrional de la Gobernación de Livonia se combinó con la Gobernación de Estonia para formar una nueva Gobernación Autónoma de Estonia.[cita requerida] La Gobernación Autónoma de Estonia emitió la Declaración de Independencia de Estonia el 24 de febrero de 1918, un día antes de que fuera ocupada por tropas alemanas durante la Primera Guerra Mundial.[cita requerida]
Con el Tratado de Brest-Litovsk el 3 de marzo de 1918, la Rusia bolchevique aceptó la pérdida de la gobernación de Livonia y, mediante acuerdos celebrados en Berlín, Alemania, el 27 de agosto de 1918, la Gobernación autónoma de Estonia y la Gobernación de Livonia se separaron de Rusia.